# Durbach
Durbach ist eine Gemeinde im Ortenaukreis in Baden-Württemberg (Deutschland).

## Geographie

### Geographische Lage
Der Wein- und Erholungsort Durbach mit einer Gemarkungsfläche von 2633 Hektar an der Badischen Weinstraße, erstreckt sich von der Vorbergzone bis tief in den Schwarzwald. Die Gemeinde liegt etwa sieben Kilometer von der Kreisstadt Offenburg entfernt. Eingebettet in Rebhänge und insgesamt 42 Seitentäler erstreckt sich Durbach entlang des gleichnamigen Bachs.

### Gemeindegliederung
Die Gemeinde gliedert sich in den Ortsteil Durbach mit 2664 Einwohnern und in den Ortsteil Ebersweier (1243 Einwohner), der 1973 im Zuge der Gebietsreform eingemeindet wurde. Zur Gemeinde Durbach gehören 47 Dörfer, Weiler, Zinken, Höfe und Häuser.

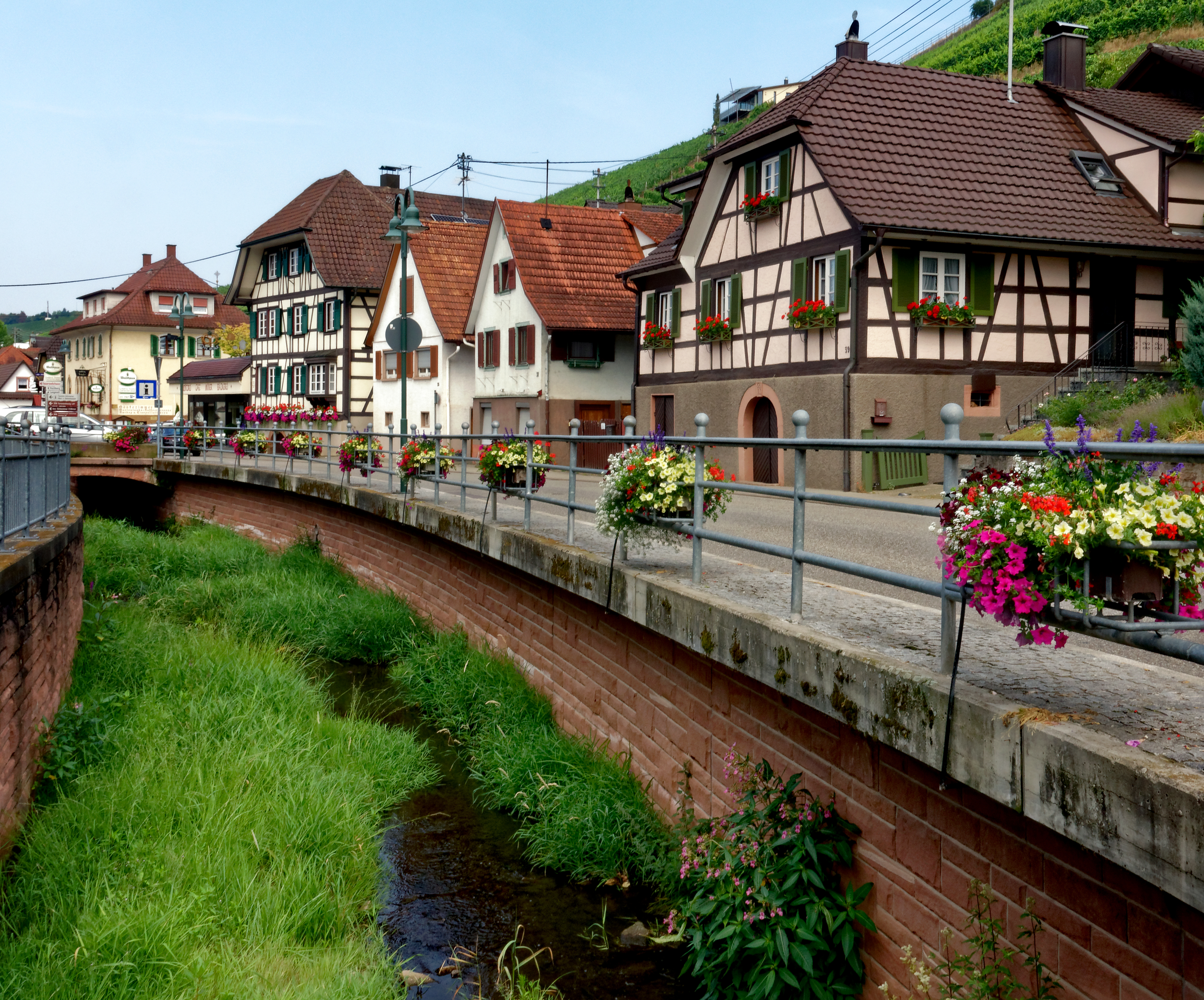
Durbach

Im Gemeindeteil Durbach liegen die abgegangenen Ortschaften Buchenbronn, Starzengrund und Stollenweier.

### Nachbargemeinden
Die Gemeinde grenzt im Norden an Appenweier, im Osten an die Stadt Oberkirch, im Süden an die Stadt Gengenbach und an Ohlsbach und im Westen an die Kreisstadt Offenburg.

## Geschichte

### 20. Jahrhundert
Am 13. August 1938 stürzte eine tschechoslowakische Linienmaschine aus Prag auf dem Weg nach Paris am Buchwälder Kopf bei Durbach ab. Keiner der Insassen – unter den Passagieren jüdische Emigranten und der Widerstands-Gewerkschafter Heinrich Schliestedt – hat überlebt.
Durbach gehörte früher zum Landkreis Offenburg, der 1973 im neuen Ortenaukreis aufging. Am 1. Januar 1973 wurde die bis dahin selbstständige Gemeinde Ebersweier eingemeindet.
Am 19. Juni 1974 unterschrieb die Gemeinde einen Vertrag über die Gründung einer Verwaltungsgemeinschaft mit Offenburg, Ortenberg und Hohberg.

### Demographie
Einwohnerzahlen nach dem jeweiligen Gebietsstand. Die Zahlen sind Schätzungen, Volkszählungsergebnisse oder amtliche Fortschreibungen des Statistischen Landesamtes Baden-Württemberg.
| Jahr         | Einwohner |
| ------------ | --------- |
| 1834         | 2.554     |
| 1864         | 2.668     |
| 1871         | 2.500     |
| 1880         | 2.523     |
| 1890         | 2.532     |
| 1900         | 2.560     |
| 1910         | 2.586     |
| 1913         | 2.275     |
| 1925         | 2.577     |
| 1933         | 2.683     |
| 1939         | 2.120     |
| 1950         | 2.927     |
| 1956         | 3.003     |
| 6. Juni 1961 | 2.285     |
| 1966         | 3.233     |

| Jahr*             | Einwohner |
| ----------------- | --------- |
| 27. Mai 1970      | 2.298     |
| 31. Dezember 1975 | 3.490     |
| 31. Dezember 1980 | 3.590     |
| 1985              | 3.676     |
| 31. Dezember 1990 | 3.827     |
| 31. Dezember 1995 | 3.815     |
| 31. Dezember 2000 | 3.901     |
| 31. Dezember 2005 | 3.915     |
| 31. Dezember 2010 | 3.814     |
| 31. Dezember 2015 | 3.867     |
| 31. Dezember 2020 | 3.965     |

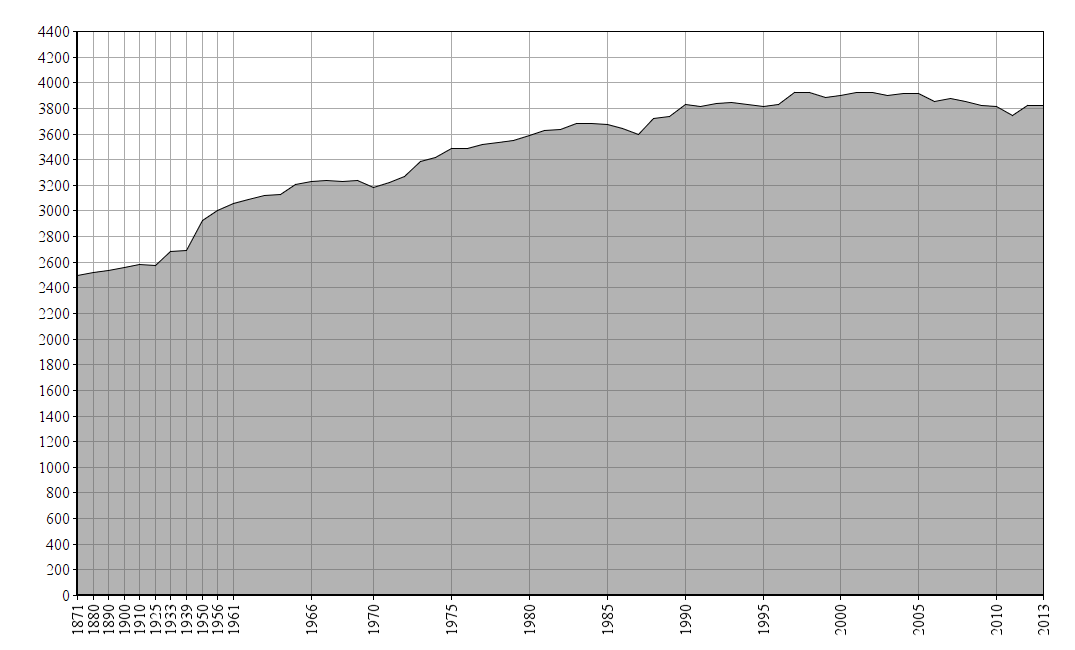
Durbach Bevölkerungsentwicklung

* 1975 und 1980 sowie ab 1990 jeweils Stand 31. Dezember

## Politik

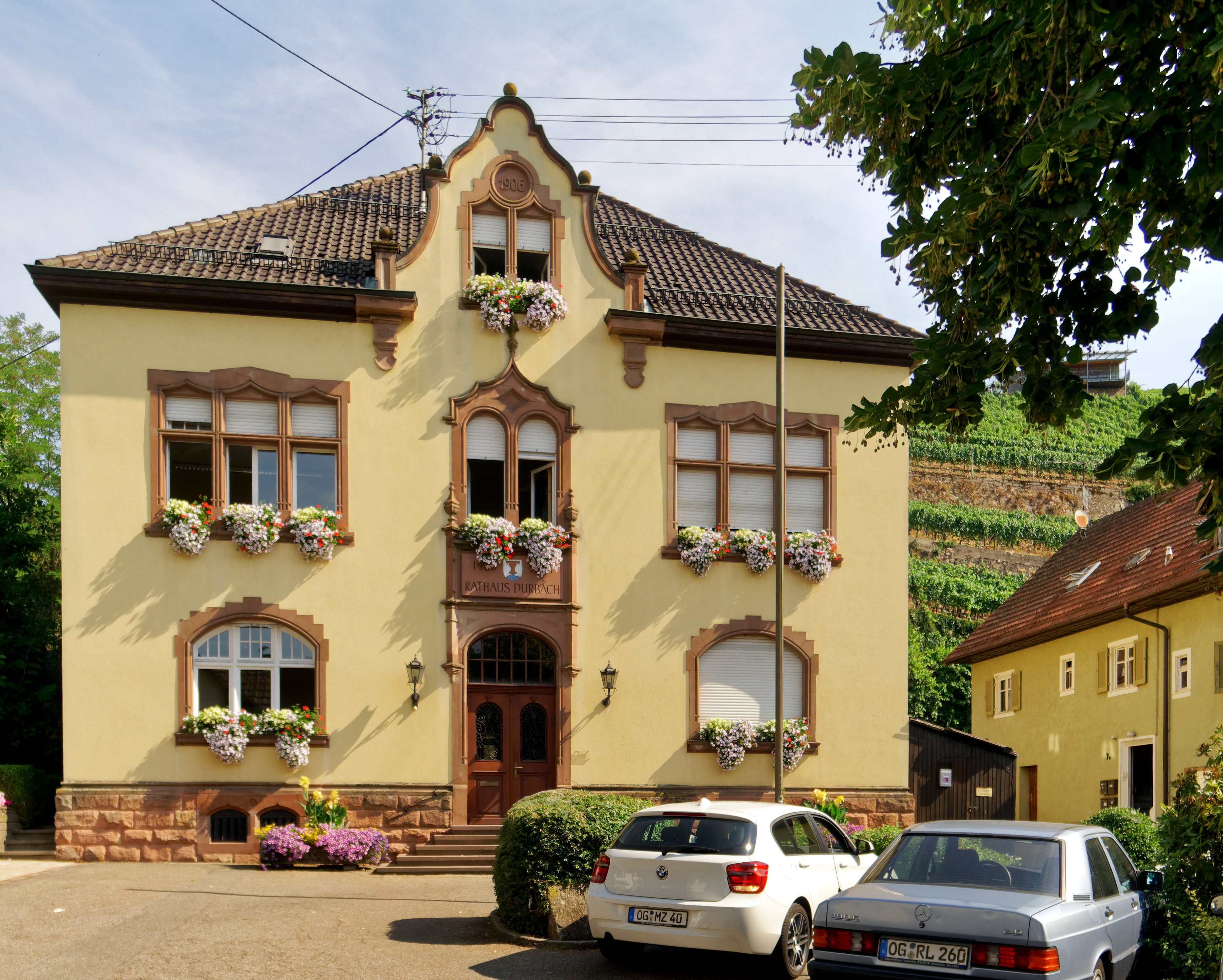
Das Rathaus von Durbach

- CDU: 6
- FW: 6

### Gemeinderat
Die Kommunalwahl vom 9. Juni 2024 führte bei einer Wahlbeteiligung von 70,4 % zu folgendem Ergebnis:
| Partei / Liste                                    | 2024          | 2024   | 2019          | 2019   |
| Partei / Liste                                    | Stimmenanteil | Sitze  | Stimmenanteil | Sitze  |
| ------------------------------------------------- | ------------- | ------ | ------------- | ------ |
| Freie Wählervereinigung (FW)                      | 53,4 %        | 6      | 55,4 %        | 7      |
| Christlich Demokratische Union Deutschlands (CDU) | 46,6 %        | 6      | 44,6 %        | 5      |
| Wahlbeteiligung                                   | 70,4 %        | 70,4 % | 68,2 %        | 68,2 % |

Der Gemeinderat hat im Vergleich zum Ergebnis der vorigen Wahl mit 14 Mitgliedern jetzt nur noch zwölf Mitglieder.

### Bürgermeister
- 1939–1945: Josef Anton Huber
- 1945–1946: Josef Singler
- 1946–1948: Franz Xaver Müller
- 1948–1969: Andreas Glanzmann
- 1969–1993: Hans Weiner
- 1993–2001: Wolfgang Pühler
- 2001–2014: Toni Vetrano (CDU)
- 2014 bis heute: Andreas König (CDU)

Toni Vetrano (CDU) legte sein Amt 2014 vorzeitig nieder, weil er zum Bürgermeister von Kehl gewählt wurde. Am 22. Juni 2014 wurde Andreas König (CDU) mit 61 Prozent der Stimmen zum Bürgermeister gewählt. Am 10. Juli 2022 wurde er mit 95,3 Prozent der Stimmen für eine zweite Amtszeit wiedergewählt.

### Wappen
Blasonierung: „In Silber auf blauem Dreiberg ein roter Kelch besteckt mit zwei pfahlweisen roten spitzeckigen Deckeln (Patenen), der obere größer.“
Gestalt und Form des Durbacher Wappens ist dem des ehemaligen „Hauses Staufenberg“ entnommen („In Silber auf blauem Dreiberg ein roter Kelch, erhöht von zwei pfahlweise roten, spitzeckigen Deckeln, der obere größer. Auf dem silbernen Stechhelm (auf gelehntem Schild) mit rot-silbernen Decken ein wachsender, mit zwei Büffelhörnern besteckter, silberngewandeter Menschenstumpf, darin die Schildelemente.“). Die älteste erhaltene Form des Siegels, das des Cunradi de Stollenberg (1273), einem Staufenberger Geschlecht, enthält den „Stauf“, einen Kelch oder Becher. „Stauf“ und „Berg“ bilden als „redendes Wappen“ den Namen „Staufenberg“. Als Stauf wurde in alter Zeit auch ein Berg mit steilen Hängen bezeichnet, einem umgestülpten Kelch entsprechend. Die Deckel entstanden aus Ringen um den Kelch, die dann die Form von Patenen annahmen und zuletzt als gespitzte Deckel über dem Kelch schwebten.

### Städtepartnerschaften
Durbach unterhält mit folgenden Städten eine Städtepartnerschaft:
- Bürserberg, Vorarlberg, Österreich
- Châteaubernard, Nouvelle-Aquitaine, Frankreich.

### Verwaltung
Mit der Stadt Offenburg und den Gemeinden Hohberg, Ortenberg und Schutterwald hat die Gemeinde eine Verwaltungsgemeinschaft vereinbart.

## Kultur und Sehenswürdigkeiten

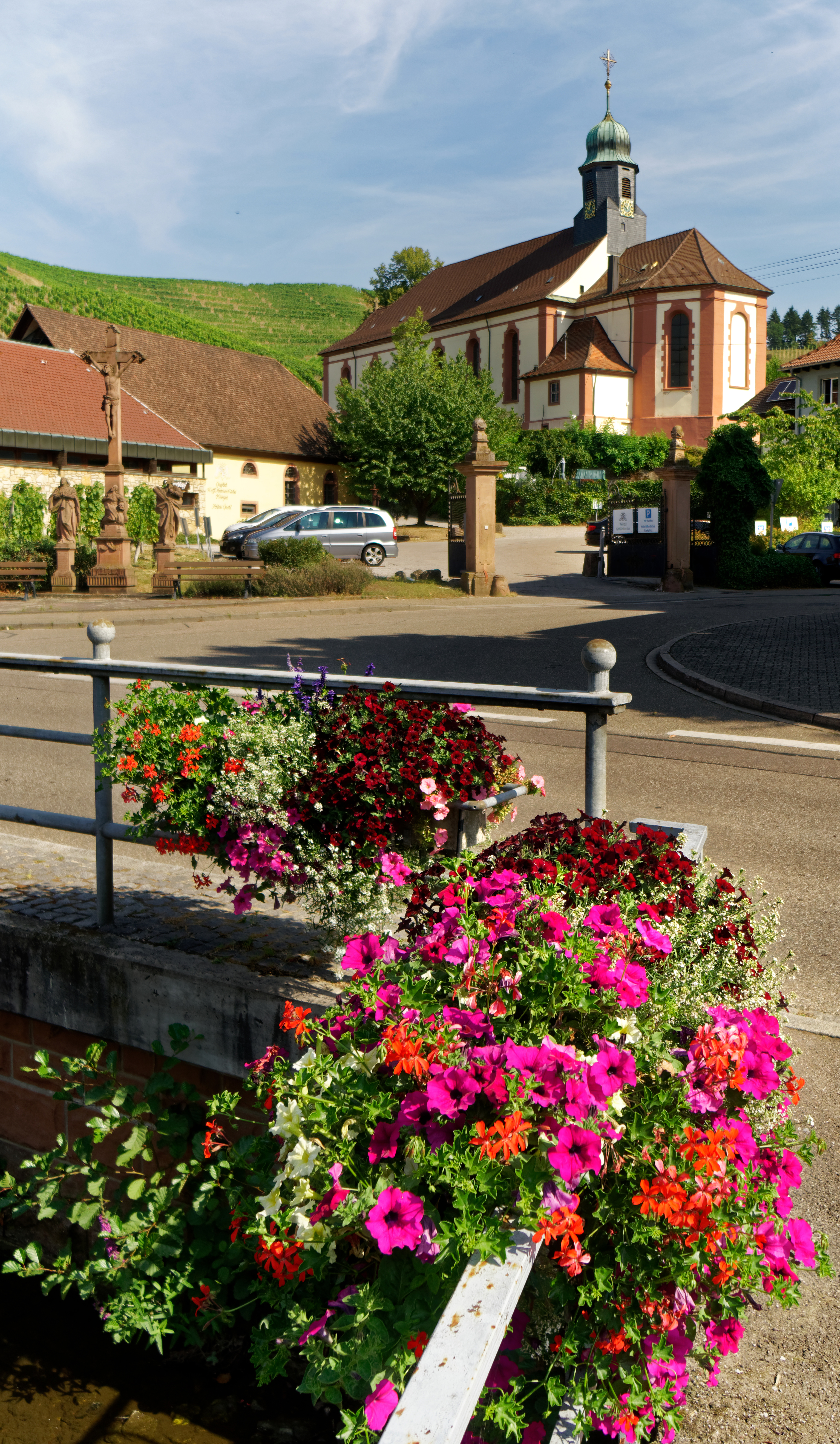
Durbach, Kirche St. Heinrich

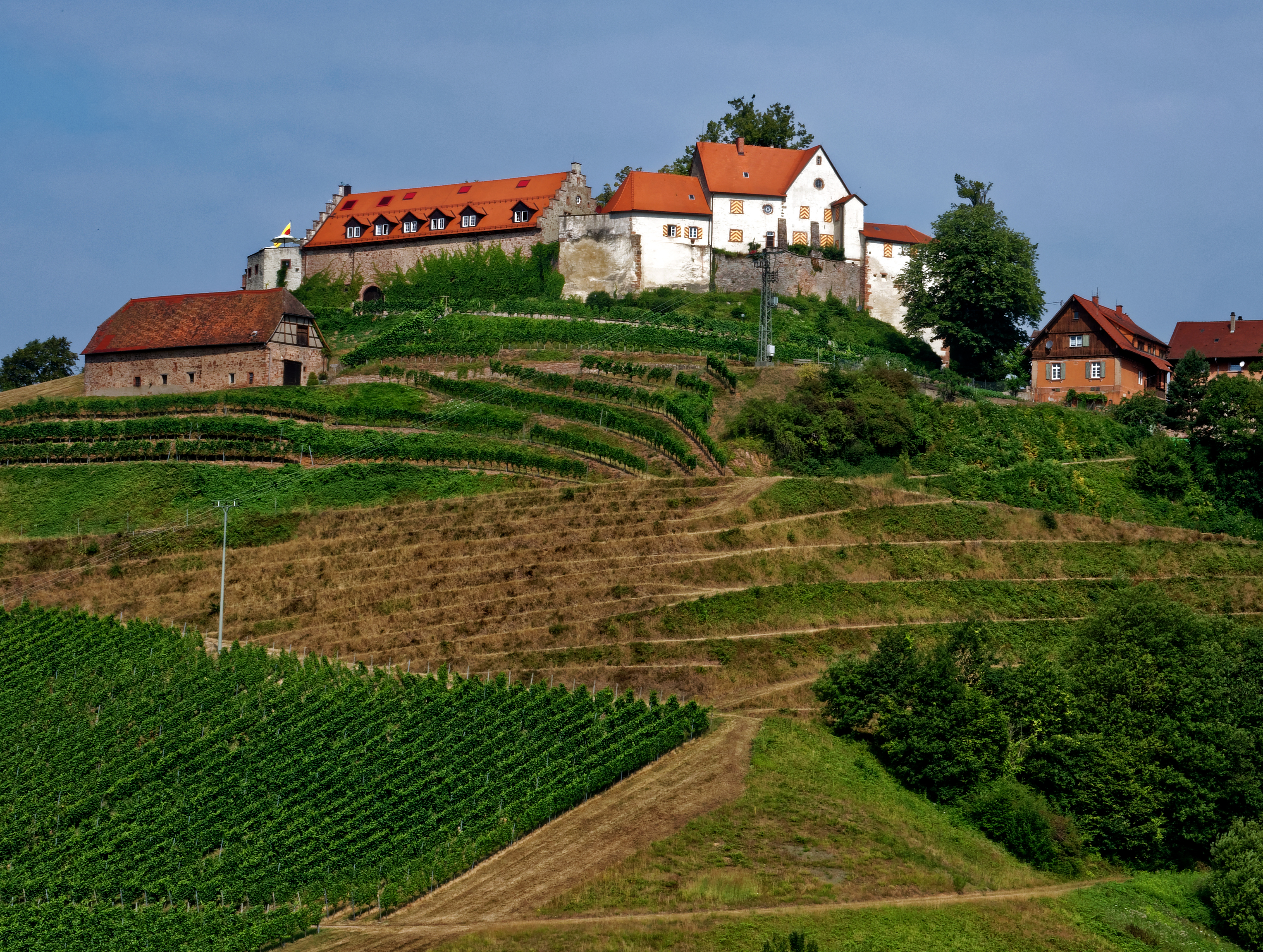
Weingut und Schloss Staufenberg

Die Veranstaltungsreihe Kultur im Schloss umfasst Autorenlesungen und Konzerte. Das Herbstfest auf Schloss Staufenberg (zweites Oktoberwochenende) widmet sich jedes Jahr einem anderen Thema. 2006 stand es unter dem Motto 200 Jahre Baden. 2007 wurde der 225. Geburtstag des Klingelberger Rieslings gefeiert. Im Jahr 2020 wird es im Zeichen von „950 Jahre Staufenberg“ stehen.
Auch die Staufenburg-Klinik bietet Patienten, und Besuchern ein Kulturprogramm mit Konzerten und Ausstellungen.

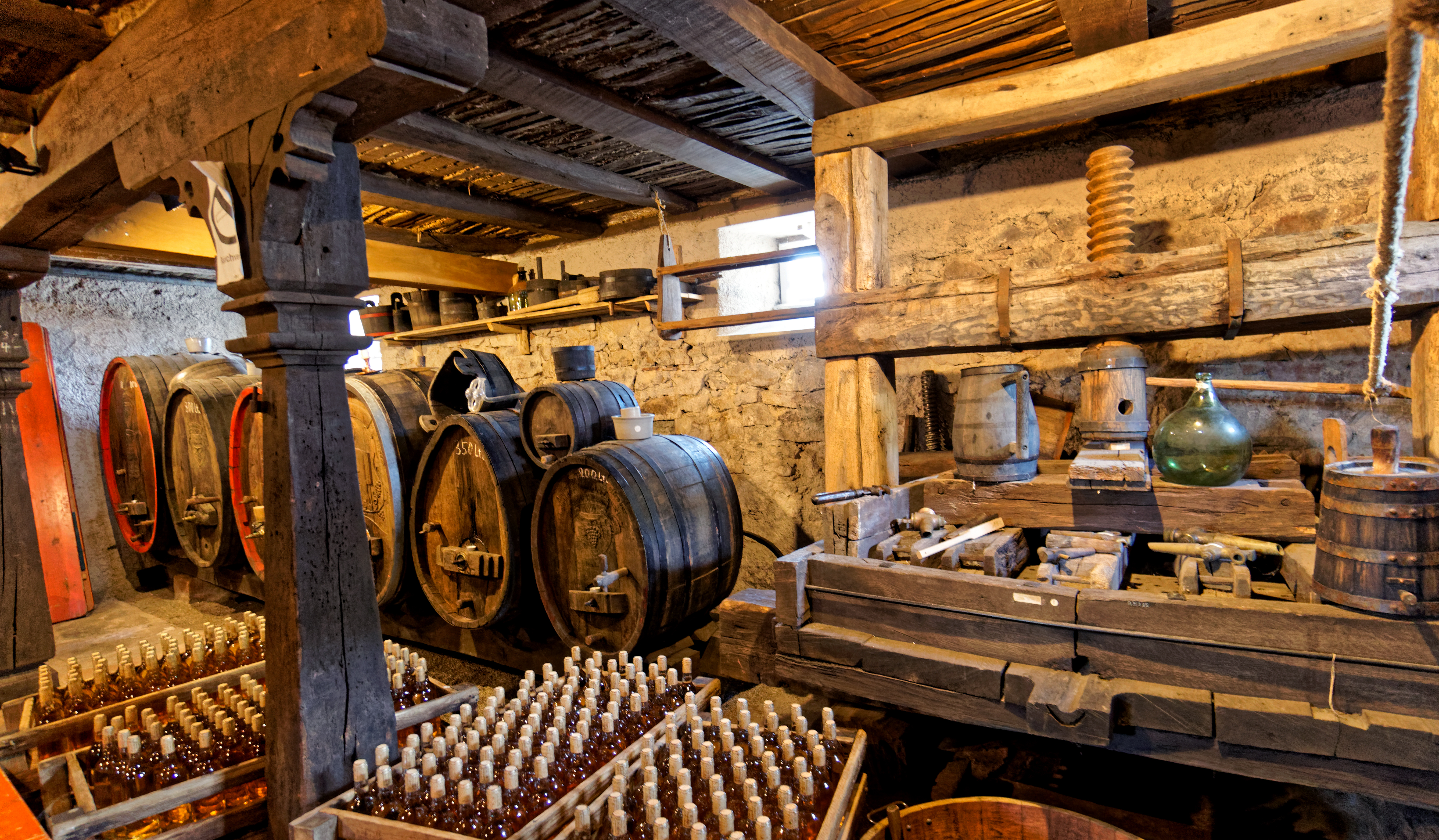
Blick in das Wein- und Heimatmuseum

### Theater und Museen
- 2002 und 2005 war Schloss Staufenberg Kulisse eines Freilichttheaterstückes.
- Das Wein- und Heimatmuseum befindet sich in der Ortsmitte.
- Das Museum für aktuelle Kunst – Sammlung Hurrle im Gebäude des Hotels „Vier Jahreszeiten“ ist seit Oktober 2019 geschlossen.

### Skulpturenpark

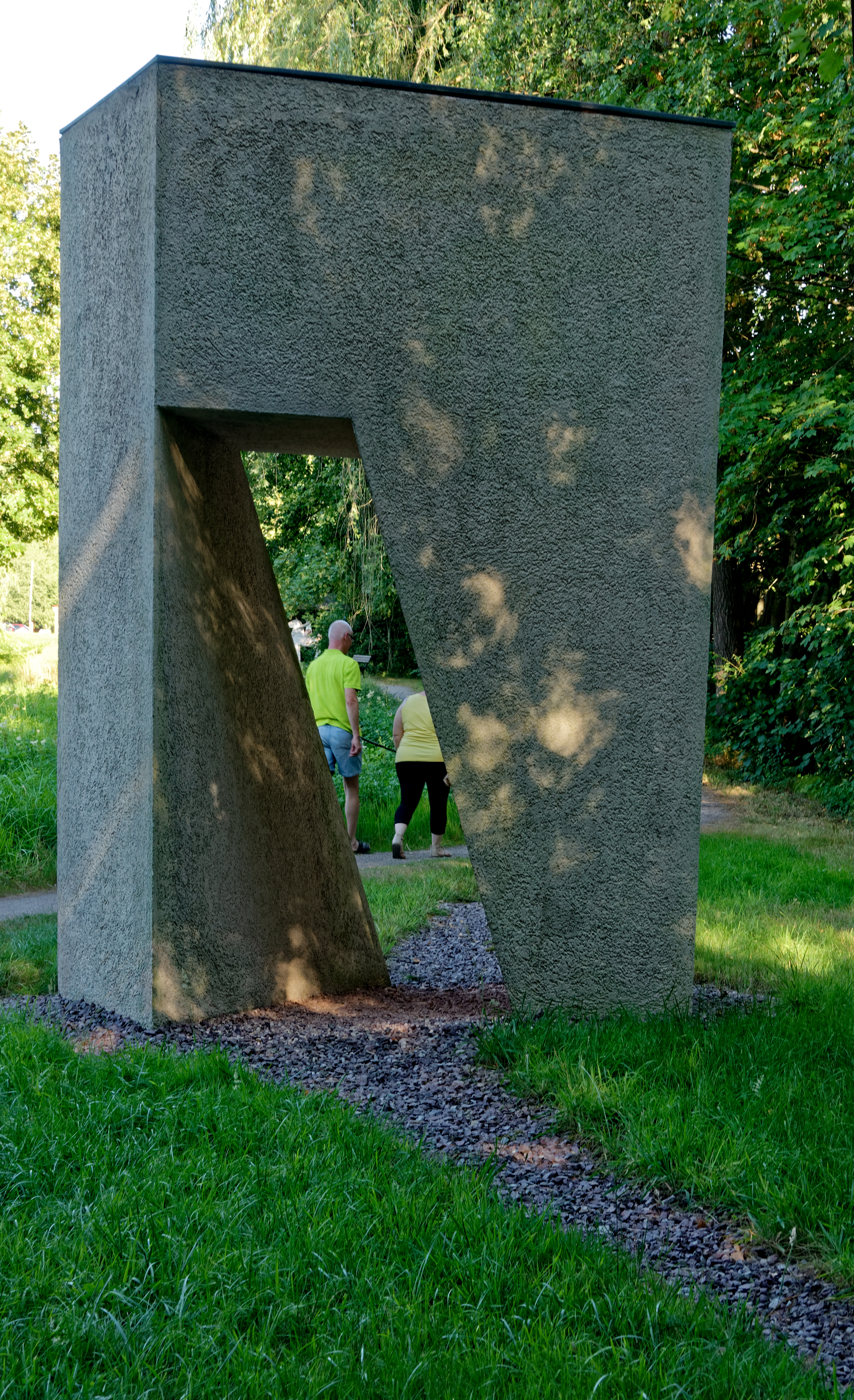
Das Durbacher Tor von Manfred Emmenegger-Kanzler im Skulpturenpark

Südlich der Staufenburg-Klinik liegt der weitläufige Skulpturenpark Durbach mit 73 Werken internationaler Bildhauer.

### Religionen
Seit der Dekanatsreform vom 1. Januar 2008 gehört Durbach mit der St.-Heinrich-Kirche zum Dekanat Offenburg-Kinzigtal und gehört zudem zur Seelsorgeeinheit Appenweier-Durbach.

## Wirtschaft und Infrastruktur
Die wirtschaftliche Grundlage der Gemeinde basiert auf Weinbau/Landwirtschaft, Tourismus und Fachkliniken. Ergänzt wird diese Struktur durch rund 100 Gewerbebetriebe, wovon die meisten fünf bis 15 Mitarbeiter beschäftigen. Im Ort gibt es zwei Bäckereien, zwei Metzgereien, Lebensmitteleinzelhandel, Friseure, Elektrohandel, Ärzte und Apotheke.

### Bildung
Es gibt in Durbach eine zweizügige Grundschule mit einer Grundschulförderklasse, die Staufenberg-Schule. Daneben gibt es einen kommunalen, einen kirchlichen und einen Kindergarten in freier Trägerschaft. Der kommunale Kindergarten in Ebersweier sowie der Katholische Kindergarten St. Heinrich in Durbach wurden mittlerweile zur Kindertagesstätte mit einem umfassenden Betreuungsangebot ausgebaut.

### Landwirtschaft und Weinbau
Der Wein- und Obstbau ist eine der Haupterwerbsquellen der Durbacher. Rund 430 Hektar Rebfläche werden von den Mitgliedern der Durbacher Winzergenossenschaft und den 14 im Ort tätigen Weinbaubetrieben bewirtschaftet. Die Lagen gehören zur Region Ortenau im Weinbaugebiet Baden. Seit dem 12. Jahrhundert (zurückverfolgbar bis 1180) wird in Durbach Wein kultiviert. In der Durbacher Winzergenossenschaft gibt es mehr als 80 Vollerwerbslandwirte sowie rund 200 Nebenerwerbswinzer. Die Durbacher Winzergenossenschaft gehört zusammen mit den 14 privaten Weingütern zu den meistprämierten Weinerzeugern in Deutschland und Europa. Durbach ist der Weinort mit den meisten privaten Weingütern in Baden-Württemberg.
Das Weingut Graf Wolff Metternich gilt als das älteste Weingut in Durbach und der Ortenau.
Die Weingüter Heinrich Männle und Andreas Laible sind seit 2006 in den Kreis der 20 besten Europäischen Weingüter der Welt gewählt worden. Das Weingut Markgraf von Baden sowie das Weingut von Andreas Laible gehören dem Verband Deutscher Prädikatsweingüter (VDP) an. Durbach ist der Ort auf der Welt mit der größten zusammenhängenden Anbaufläche für Savagnin Rose (Roter Traminer, in der Ortenau auch Clevner genannt). Diese Rebsorte wird weiterhin in Heiligenstein/Elsass (Frankreich), Visperterminen (Schweiz), Klöch (Österreich) und Tramin/Termeno (Italien) angebaut.

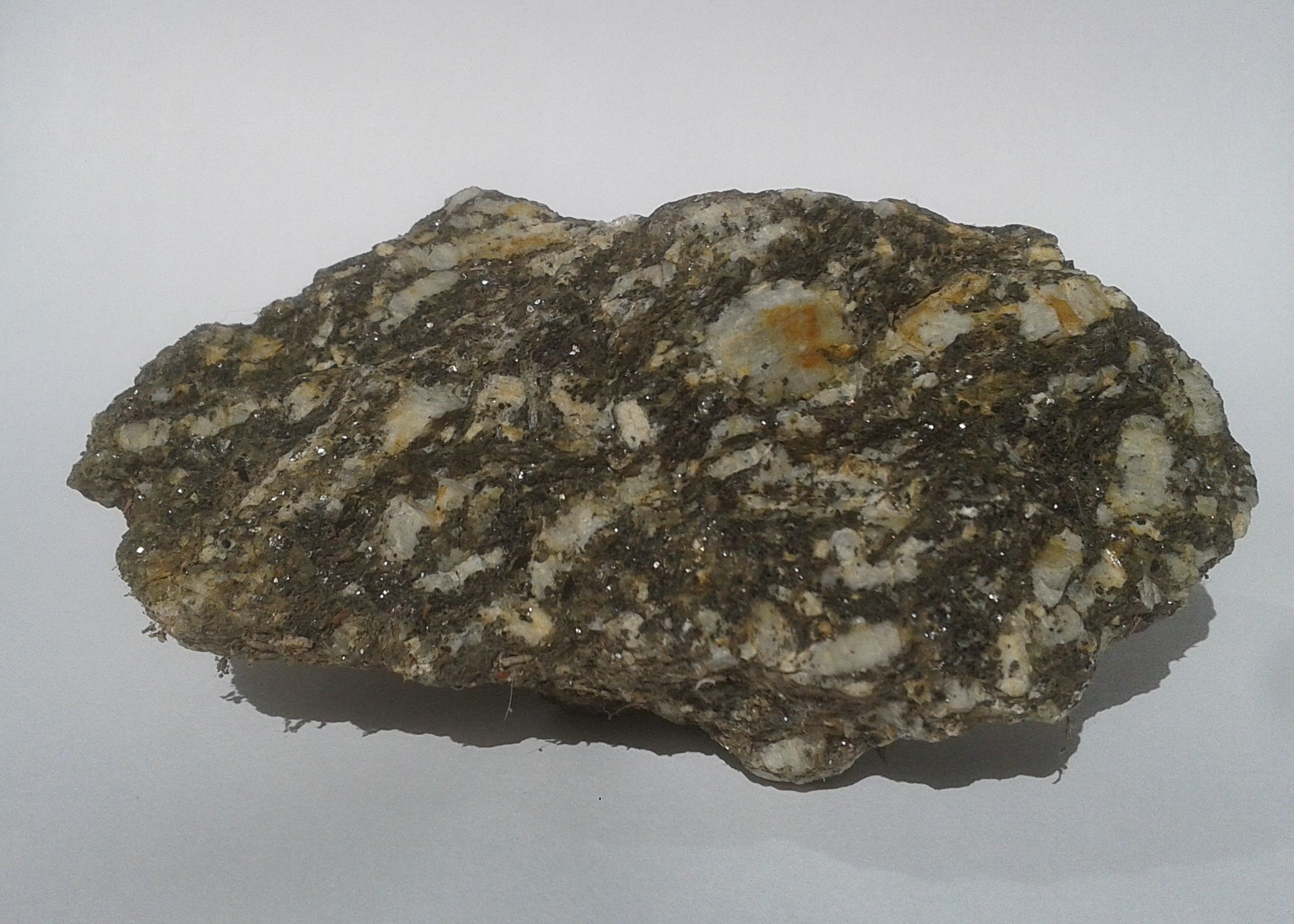
Gestein Durbachit des Trebitscher Massivs, Tschechien

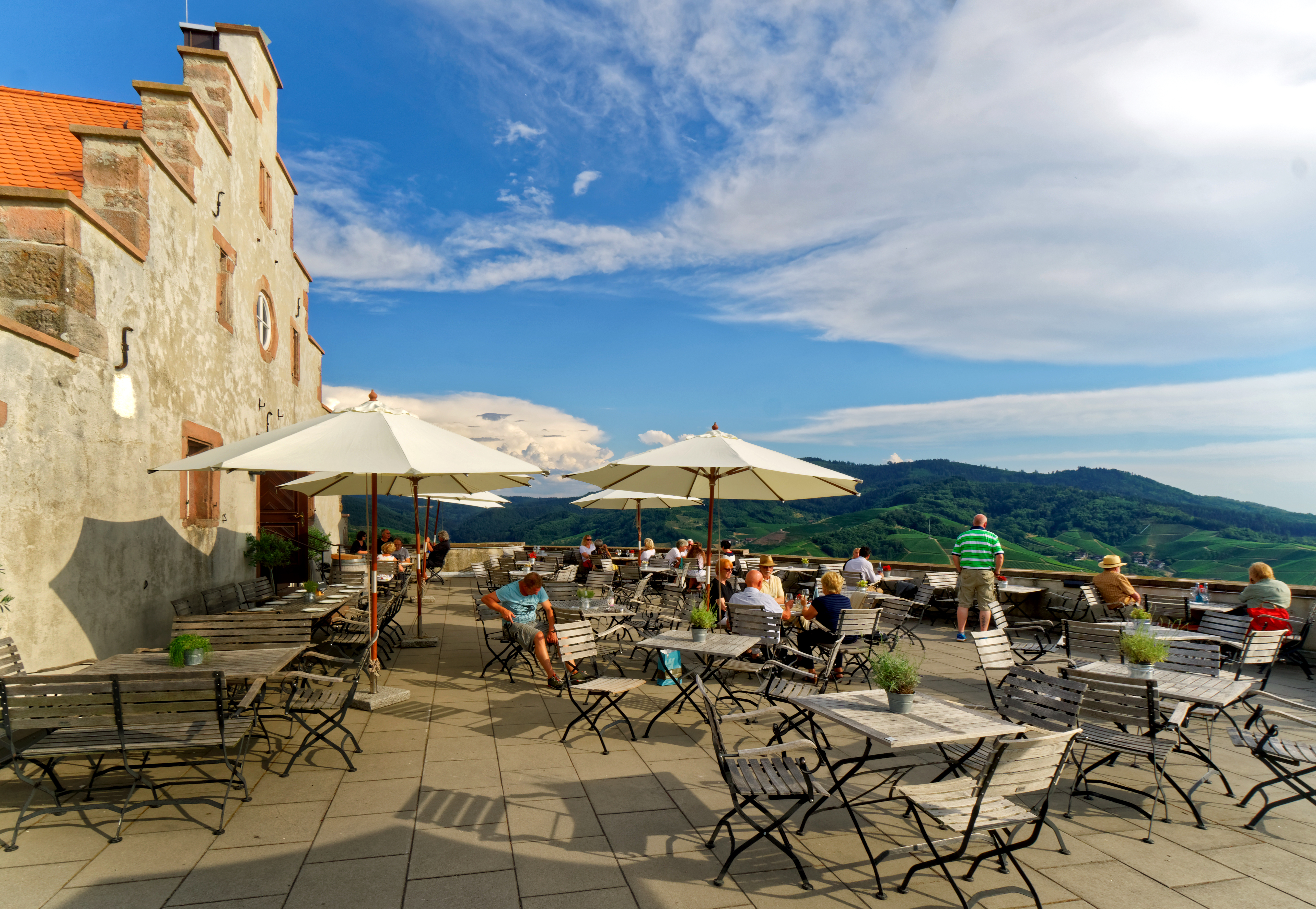
Die Aussichtsterrasse von Schloss Staufenberg

### Tourismus
Das Weingut Schloss Staufenberg ist im Privatbesitz von Max Markgraf von Baden. Es thront als Wahrzeichen hoch über Durbach. Von der Schlossterrasse auf dem 383 Meter hohen Bergkegel besteht ein Rundblick über waldbedeckte Schwarzwaldkuppen, Weinberge, den zu Füßen liegenden Ort bis hin zur oberrheinischen Tiefebene und dem Straßburger Münster. Schloss Staufenberg ist über Wanderwege und eine Straße zu erreichen. Mit seinen 42 Seitentälern, Waldflächen und Weinbergen besitzt Durbach ein umfangreiches Wanderwegenetz mit drei zertifizierten Premiumwanderwegen. Durbach verbuchte 2020 über 220.000 Übernachtungen und gehört damit zu den bedeutendsten Beherbergungsorten im Landkreis. Es gibt ein Freibad, eine Wassertretstelle, einen Minigolfplatz und einen Wohnmobilplatz.

### Rehabilitation
Die Mediclin Staufenburg-Klinik in Durbach ist eine Fachklinik für Innere Medizin mit den Fachbereichen Diabetologie, Onkologie/Urologie und Rheumatologie/Orthopädie.
Schwerpunkte der Klinik liegen auf der Behandlung von Stoffwechselerkrankungen, insbesondere Typ-1- und
Typ-2-Diabetes, Tumorerkrankungen der Nieren und Harnwege sowie Erkrankungen des Bewegungsapparates.

## Persönlichkeiten
- Martin Schalling der Ältere († 1552), reformierter Theologe und Reformator; vermutlich in Durbach geboren
- Joseph Heinrich von Ried (1718–1779), k. k. Feldzeugmeister, Ritter des Maria Theresia-Ordens und Inhaber des Infanterie-Regiments No. 48.
- Robert Feger (1918–1987), Klassischer Philologe, Bibliothekar und Heimatforscher
- Richard Leibinger (* 1949), Kommunalpolitiker
- Sina Erdrich (* 1997), Badische Weinkönigin im Weinwirtschaftsjahr 2020/21 und Deutsche Weinkönigin 2021/22.